# 丁丑公論
丁丑公論（ていちゅうこうろん）は、福澤諭吉の著書のひとつ。正式名称は、明治十年 丁丑公論。1877年（明治10年）の西南戦争の直後に脱稿され、1901年（明治34年）2月1日から2月10日まで時事新報紙上に掲載された。さらに、1901年（明治34年）5月に『瘠我慢の説』と一緒に一冊の本に合本されて時事新報社から出版された。
なお、石河幹明が序文を記し掲載の経緯を説明している。また、掲載途中で福澤が亡くなったことにふれている。

## 内容
以下、原文の引用を含む。
本書は西南戦争で明治新政府に反抗した西郷隆盛を弁護するものである。
緒言において、政府が専制になるのは当然の事とし、これに「抵抗する精神」の重要性を説く。さらに、「今、西郷（）氏は政府に抗するに武力を用いたる者にて、余輩（）の考（）とは少しく趣を殊（）にするところあれども、結局その精神に至ては間然（）すべきものなし」、つまり「西郷隆盛は武力で政府に抵抗した点で、私とは考えが異なるが、その抵抗の精神においては非難すべきものはない」と述べて、武力で政府に反抗した点は評価しないにしても、西郷隆盛の「抵抗の精神」を賞揚する。
また、政府が西郷の官位を剥奪した途端、新聞が一斉に非難を始めたことに対して、「新聞記者は政府の飼犬に似たり」と述べて、新聞の論調が誹謗中傷の一色になったことと、それに迎合する世論に対して反論する。
そして、本文において、「そもそも西郷は生涯に政府の顛覆（）を企（）てたること二度にして、初には成（）りて後には敗（）したる者なり」、すなわち「西郷は生涯に政府の転覆を2度企てて、最初の明治維新は成功し、2度目の西南戦争では失敗した者である」として、西郷を明治維新の功労者であって忠臣として賞賛し、同時に西南戦争の首謀者であって逆賊として非難することは、ダブルスタンダードであるとする。
さらに、西郷が征韓論を主張して受け入れられなかった時に兵卒数百名を引き連れて鹿児島に帰った後にも、政府は西郷や将校、兵卒に俸給を払い続け、加えて武器製造所をも鹿児島に作ったことが、間接的に西南戦争の原因になったとして、政府を批判している。
最期に、「西郷は天下の人物（）なり。日本狭しといえども、国法厳なりといえども、豈（）一人を容るるに余地（）なからんや」、すなわち「西郷は偉大な人物である。国の法がいかに激しいものであっても一人の人物を受け入れる余地はなかったのか」と述べて、西郷の人物を惜しみ、いつかこの人物を起用する時もあったはずであると結んでいる。

## 特徴
本書の特徴は、西南戦争直後の西郷に対する批判に反論して、西郷を弁護しているところにある。石河の序文によると、もともと公にする予定は無く、福澤自身もその存在を忘れていたものであったが、石河の要望により時事新報紙上に掲載されることになったのである。

### 他の刊行文献
- 坂本多加雄編『福澤諭吉著作集 第9巻　丁丑公論　瘠我慢の説』慶應義塾大学出版会、2002年 - 著作全16編を収録
- 坂本多加雄解説『学問のすすめ ほか』中公クラシックス、2002年 - 「学問のすすめ」「学問の独立」「丁丑公論」「瘠我慢の説」を収録
- 山本博文訳・解説『現代語訳　福澤諭吉 幕末・維新論集』 ちくま新書、2012年 - 「旧藩情」「痩我慢の説」「明治十年丁丑公論」「士人処世論」を現代語訳
- 萩原延壽・藤田省三『瘠我慢の精神　福沢諭吉「丁丑公論」「瘠我慢の説」を読む』 朝日文庫、2008年 - 解説宮村治雄、後半に原文

## 関連事項
- 石河幹明
- 西南戦争
- 瘠我慢の説
- 帝室論
- 維新の三傑